# 딥

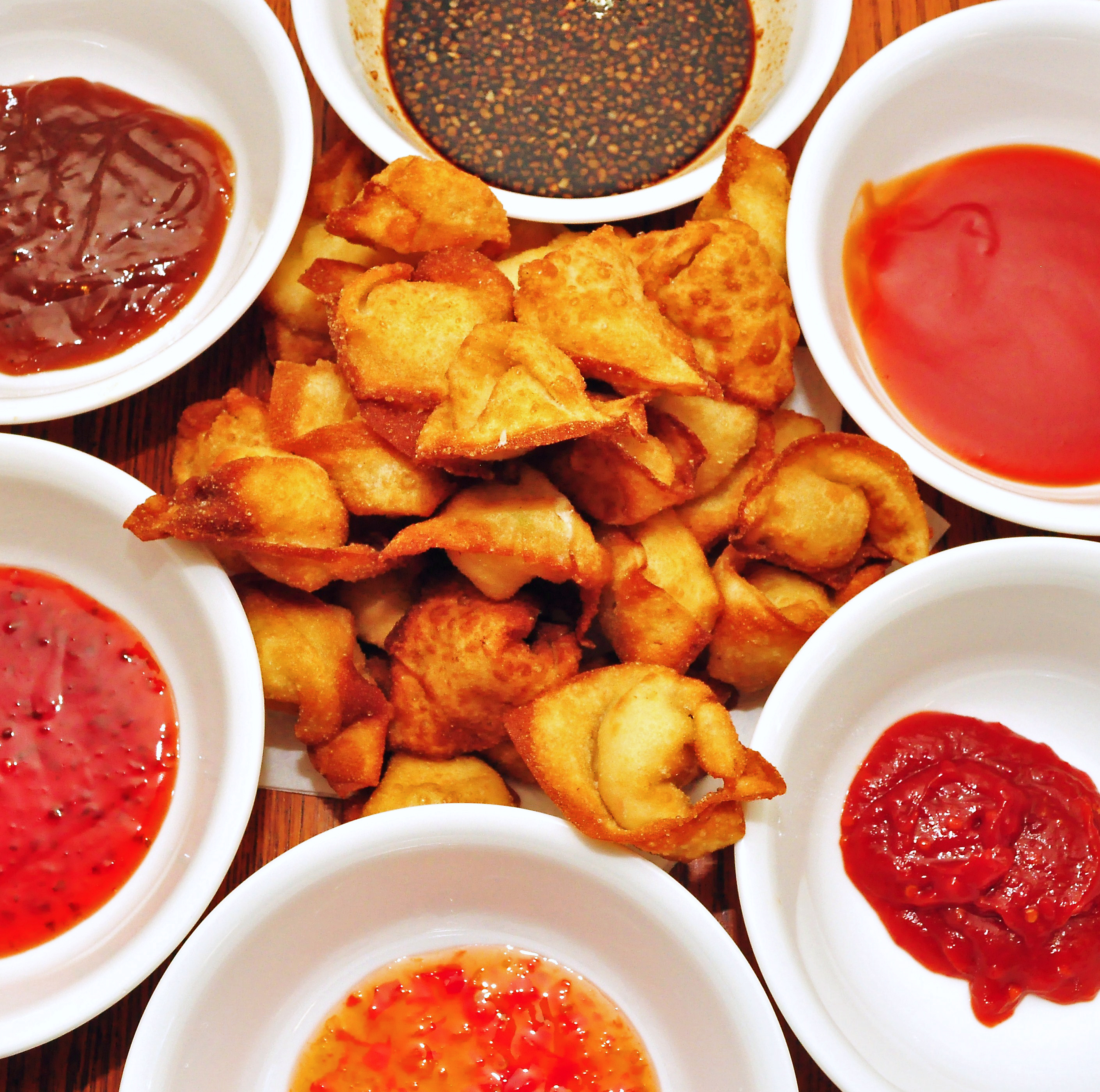
크래브 랑군과 여러 가지 딥

딥(영어: dip) 또는 디핑 소스(영어: dipping sauce)는 찍어 먹는 소스이다.

## 사진 갤러리

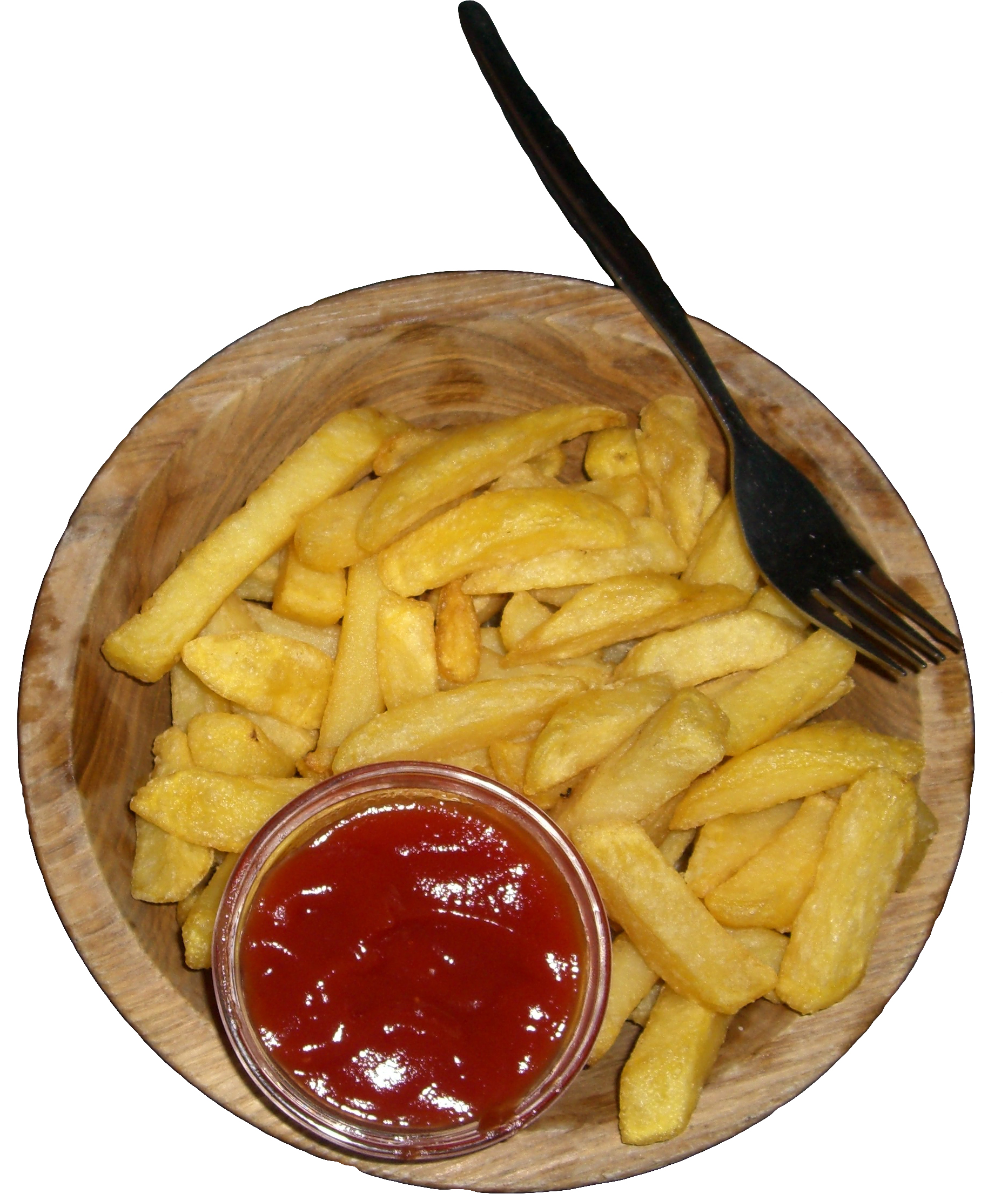
감자튀김과 토마토 케첩 딥
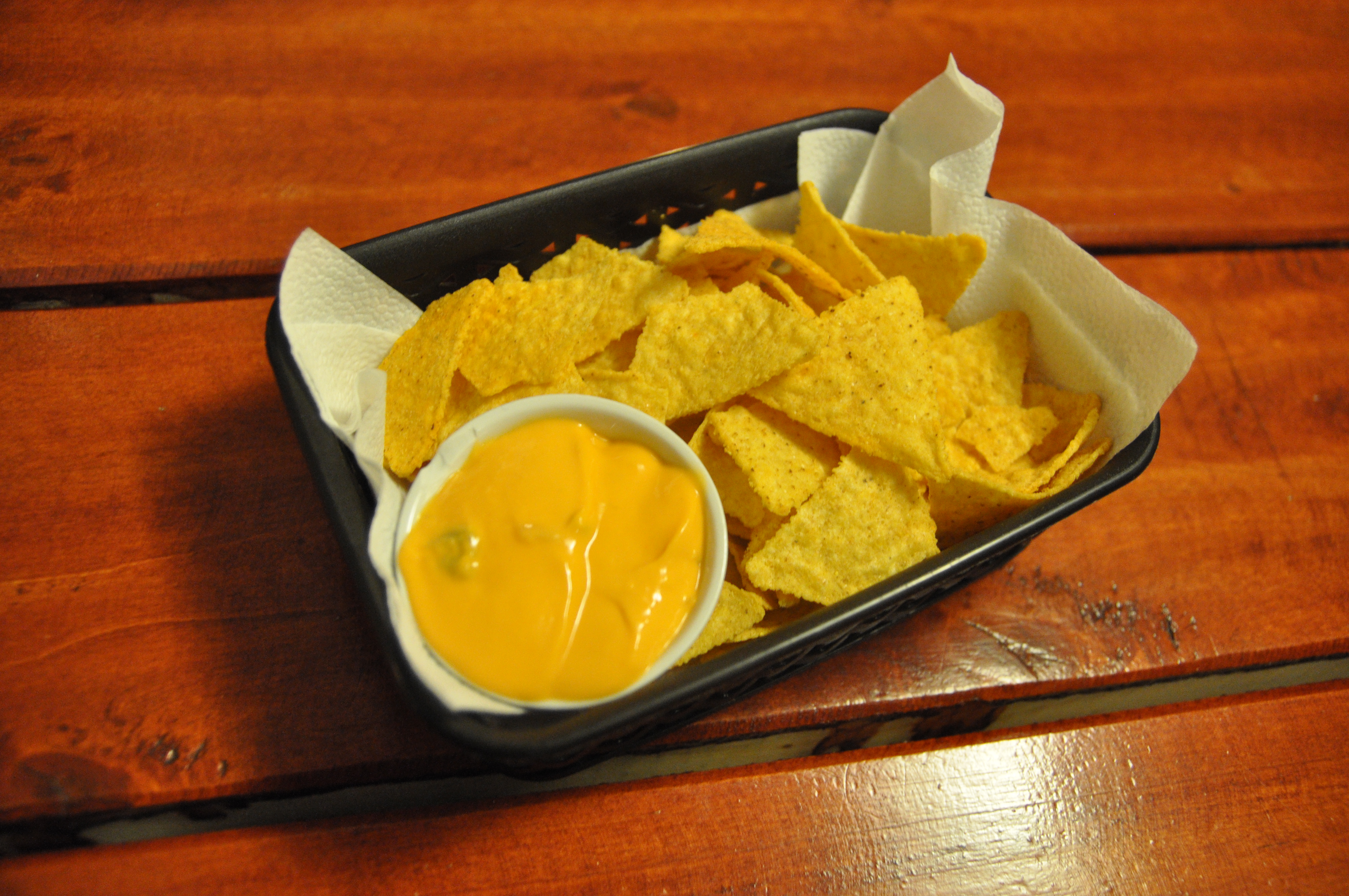
나초와 치즈 딥
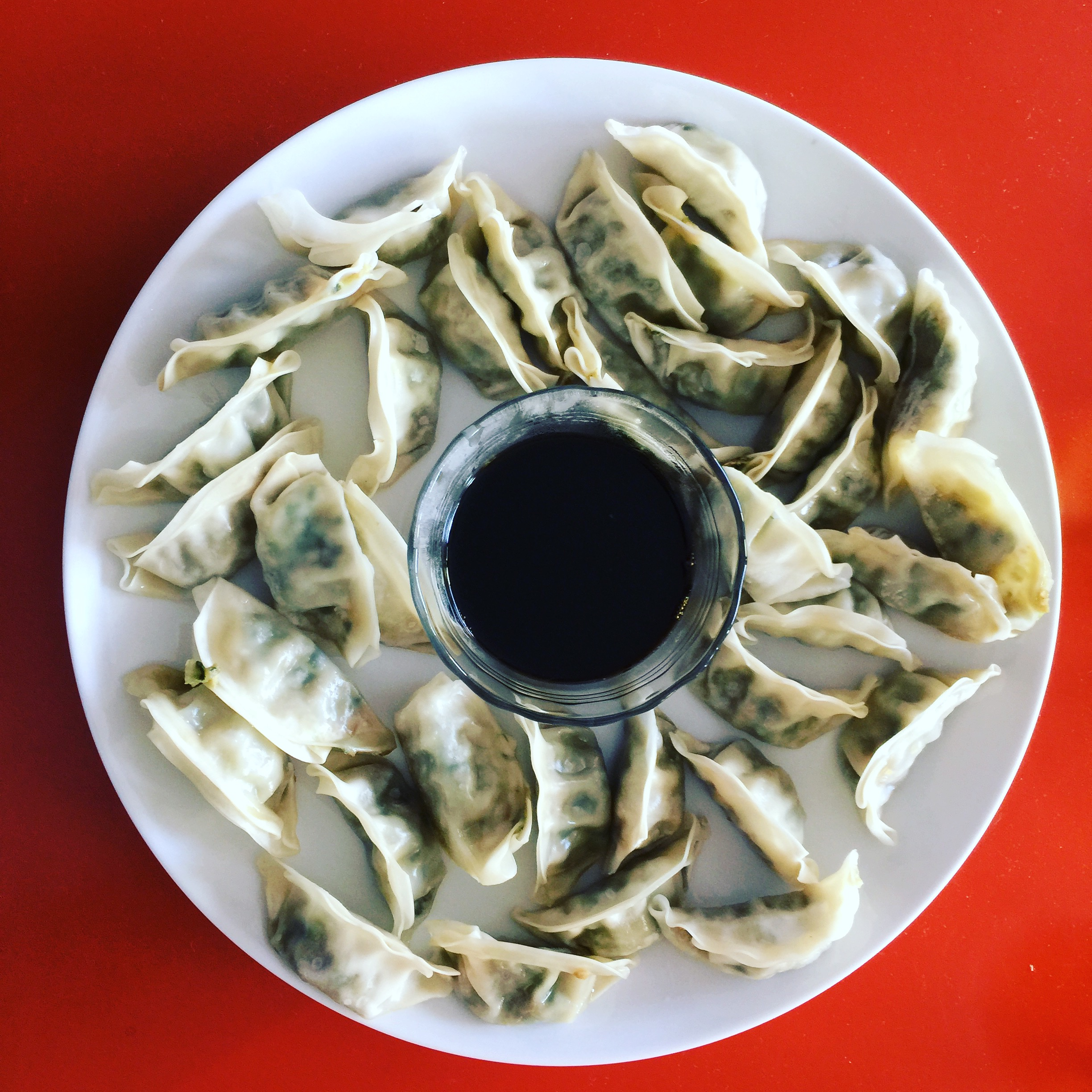
만두와 간장 딥
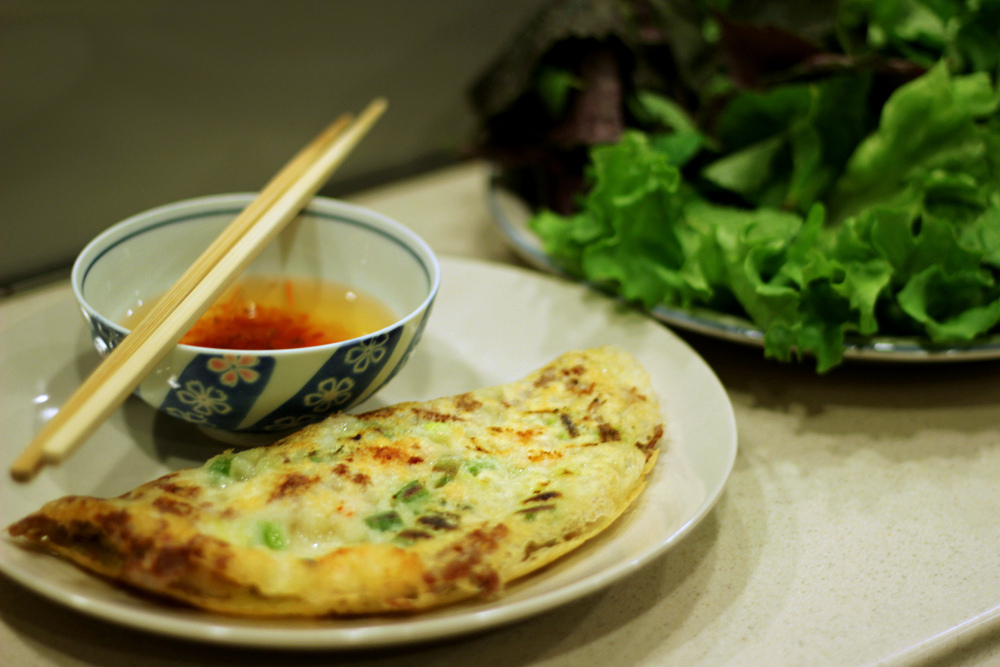
바인 쌔오와 느억 쩜 딥
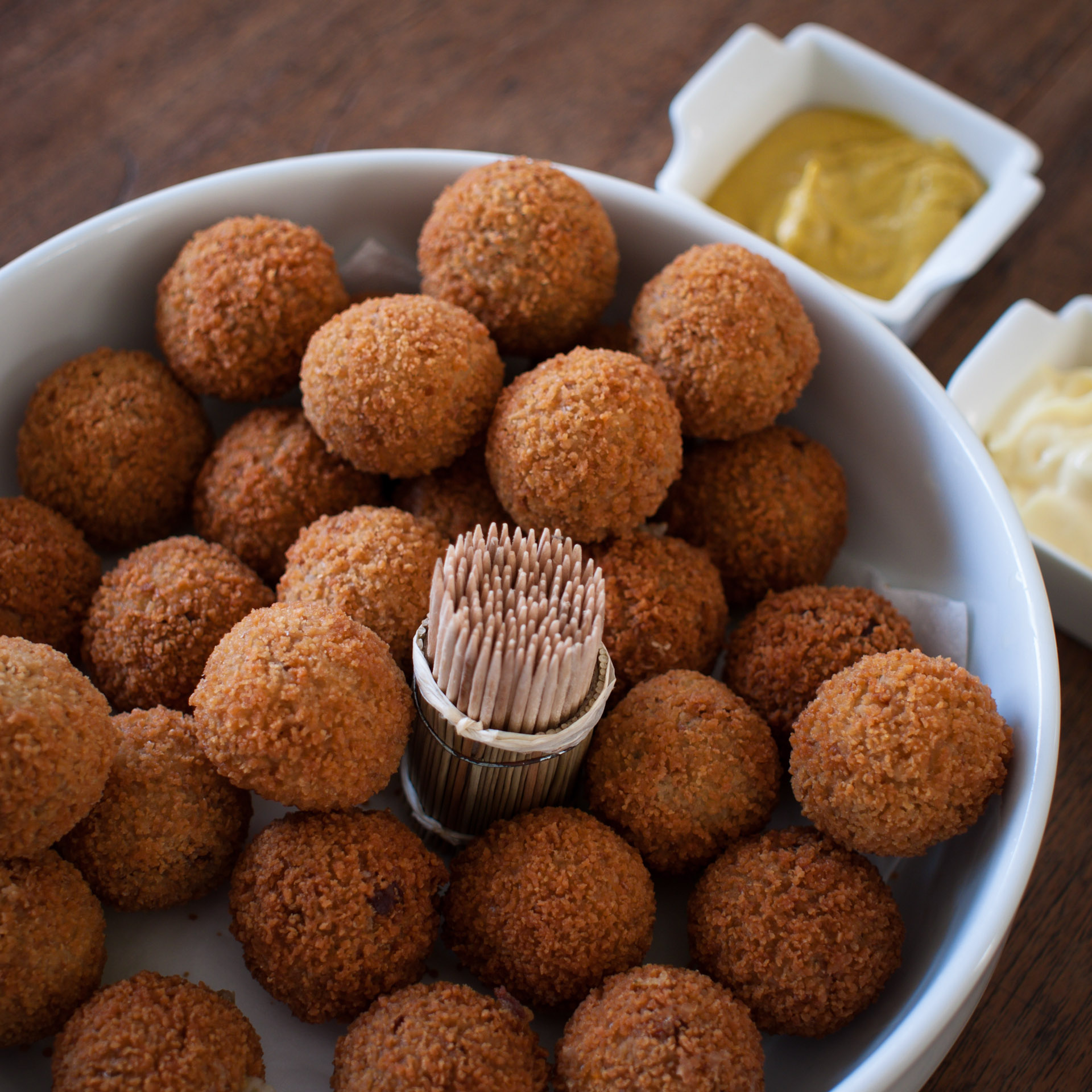
비테르발런과 머스터드 딥, 마요네즈 딥
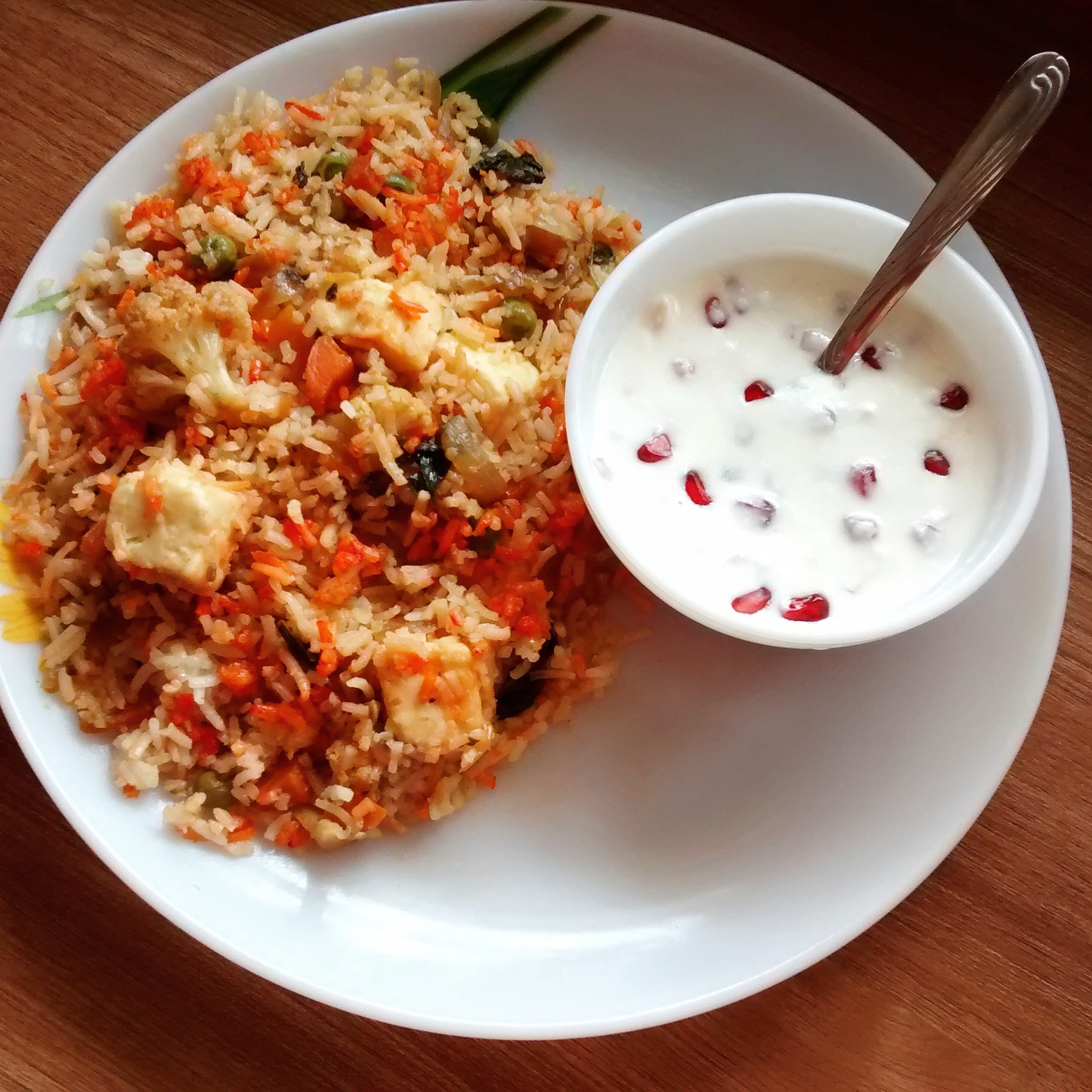
비리아니와 라이타 딥
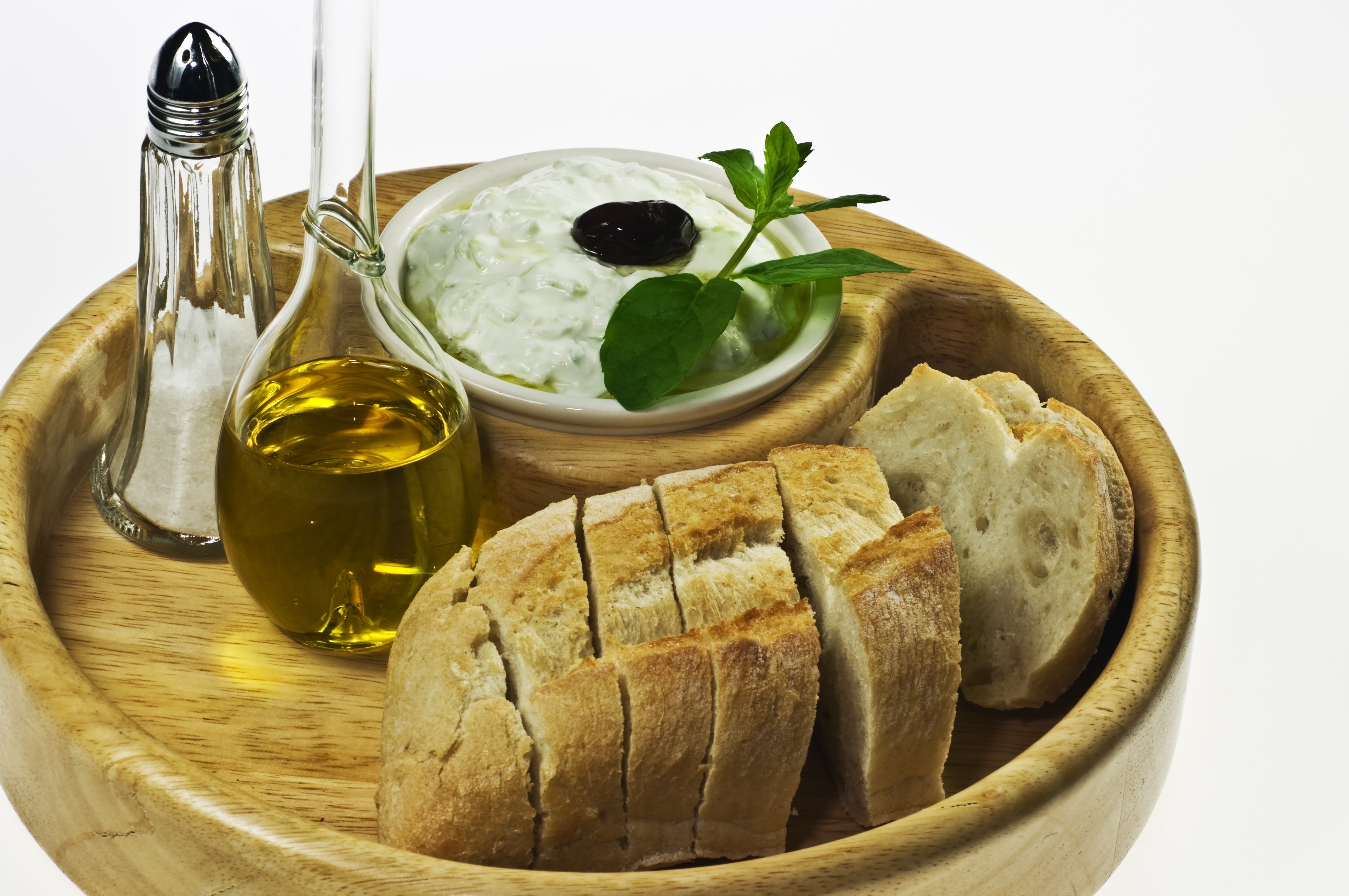
빵과 자지키 딥
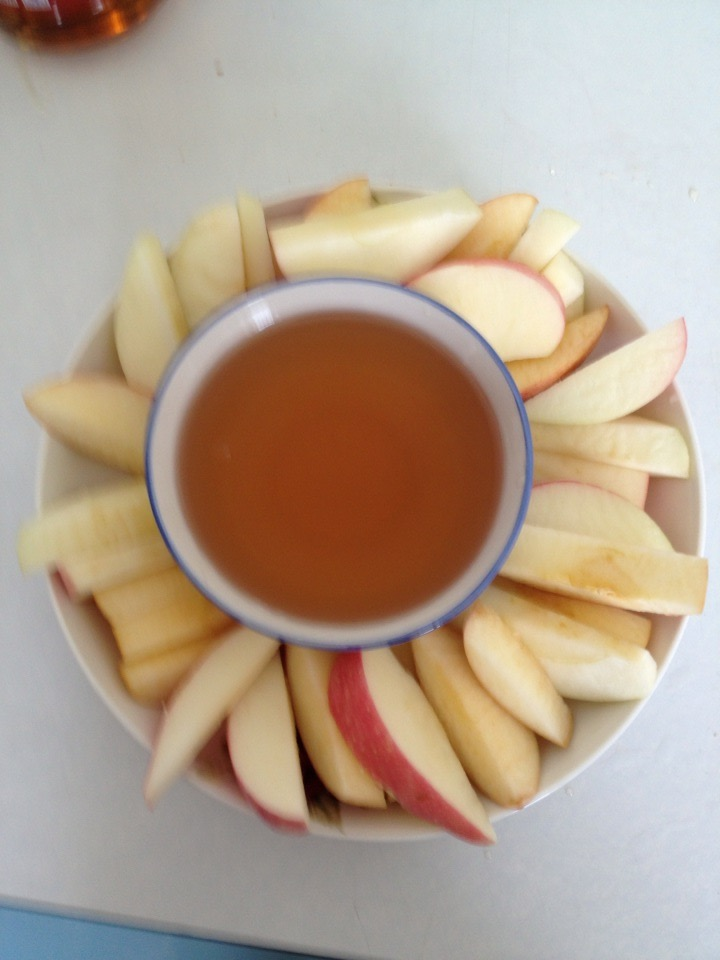
사과와 꿀 딥
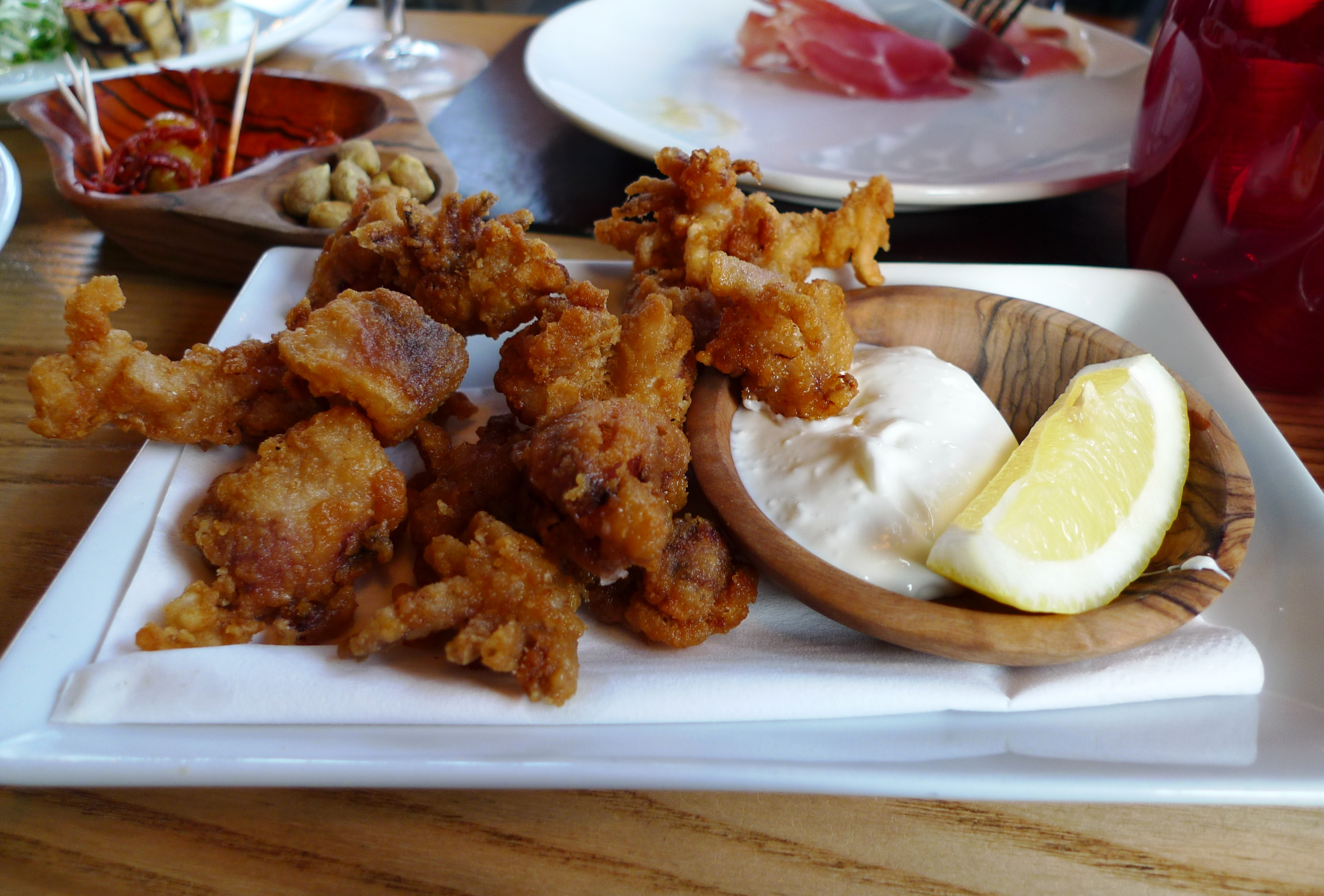
오징어튀김과 아욜리 딥
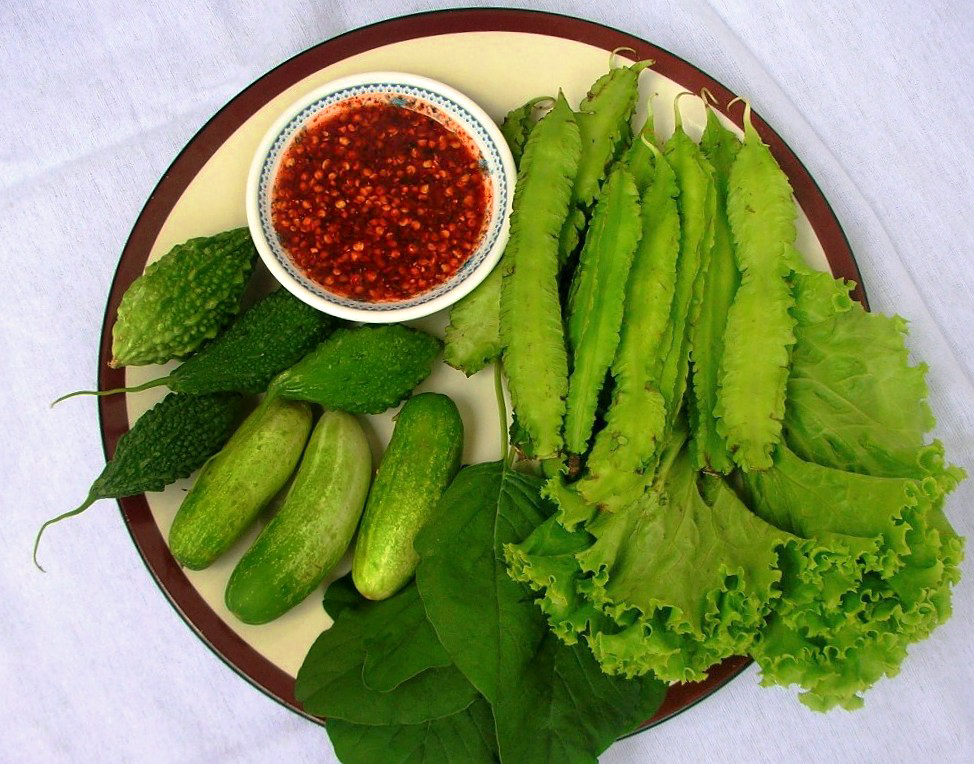
채소와 남 프릭 딥
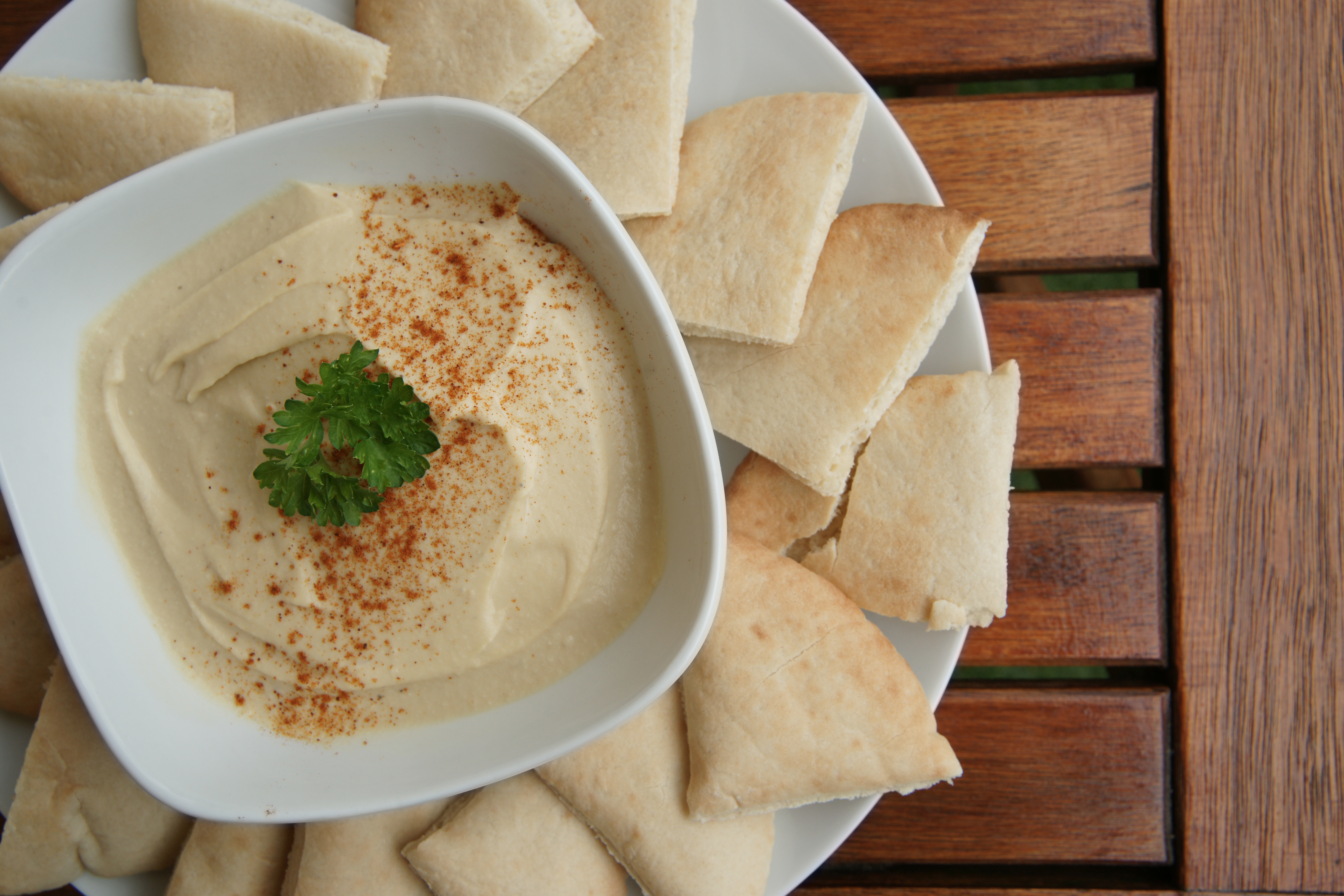
피타와 훔무스 딥
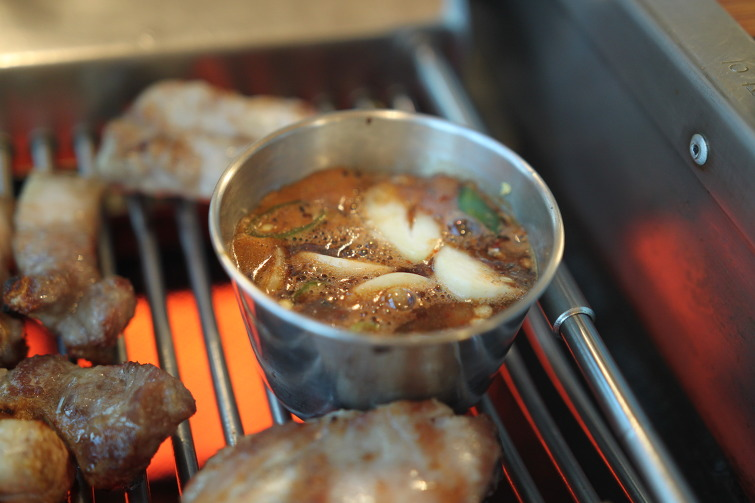
흑돼지삼겹살과 멜젓 딥

## 같이 보기
- 페이스트
- 조미료
- 차트니